# Taste
Taste er et irsk rock og blues- band dannet i 1966. De blev grundlagt af sangskriver og guitarist Rory Gallagher, der forlod bandet i 1970. Efter Gallaghers død i 1995 genskabte bassisten og trommeslageren fra succesperioden 1968-1970 bandet med en ny frontfigur.

## Historie
Taste (oprindelig "The Taste") blev dannet i Cork, Irland, i august 1966 som en trio bestående af Rory Gallagher på guitarer og vokal, Eric Kitteringham på bas, og Norman Damery på trommer.  I det første år turnerede Taste i Hamborg og Irland, inden det blev stamgæster på Club Rado i Maritime Hotel, en R & B-klub i Belfast, Nordirland i juli 1967. På dette tidspunkt var trioer, baseret på blues - rock konceptet, fx The Jimi Hendrix Expirience og Cream , yderst populære.
I 1968 begyndte Taste at optræde i Storbritannien. Bandet fik nogle engagementer i England, og blev blandt andre fremhævet af John Lennon for deres energiske optræden.  Taste fik på baggrund af den positive omtale flere engagementer og flyttede permanent til London. Pladeselskabet Polydor tilbød en kontrakt, under forudsætning af, at Gallagher brød med de øvrige og dannede en ny trio med Richard McCracken på bas og John Wilson på trommer.  Gallagher var først afvisende overfor kravet, men underskrev alligevel kontrakten I november 1968 åbnede bandet i den nye konstellation sammen med Yes som opvarmning for Cream på Cream's afskedsturne. Mens de var engageret af Polydor, begyndte Taste at turnere i USA og Canada sammen med den britiske supergruppe Blind Faith. I april 1969 udgav Taste det første af deres to studiealbums, Taste og fulgte op med On the Boards i begyndelsen af 1970, Det sidstnævnte viser bandets påvirkning af jazz, hvor Gallagher spiller saxofon på adskillige numre.
Et højdepunkt kom i 1970, hvor bandet var en del af Isle of Wight-festivalen sammen med bl.a. Jimi Hendrix og The Who. Ifølge Donal Gallagher (Rory's bror, der var talsmand for bandet), havde filmskaberen Murray Lerner givet instruktioner til sine medarbejdere om kun at optage to numre fra de ''nye'' bands og koncentrere sig om Jimi Hendrix, The Who, Leonard Cohen og de andre hovednavne, men Tastes præstation fik ham til at ændre sine instruktioner:
”Murray vidste ikke, hvem Taste var, men da han så bandets og publikums spontanitet og deres interaktion, fortalte han bare sin stab, at de skulle fortsætte med at filme, og de fortsatte bare med at indfange over en times forestilling, hvilket var ganske utroligt. "
Senere samme år turnerede Taste i Europa, men blev opløst af adskillige årsager. Der var opstået spændinger mellem Gallagher og resten af bandet, der ønskede at blive anerkendt som ligestillede med ham (Gallagher havde været den eneste sangskriver i bandet). Endvidere ønskede Gallagher at frigøre sig fra deres manager, som han mente havde udnyttet økonomisk, at de var teen-agere, da de indgik kontrakten. Men de to andre støttede deres manager. Gallaghers bror har følgende forklaring:
“Rory var stolt over de to albums, Taste udgav. Men Polydor fortalte aldrig, at de ville udgive Tastes Livealbums. Og demoerne fra Belfast koncerterne var aldrig tiltænkt udgivelse. Denne situation var uholdbar, og Rory besluttede simpelthen at holde sig udenfor dette."
Taste gennemførte det sidste show nytårsaften 1970 i Belfast .  Wilson og McCracken dannede straks ' Stud ' i begyndelsen af 1971 sammen med Jim Cregan og John Weider, mens Gallagher fortsatte med en solokarriere.Selv om publikum ved adskillige lejligheder opfordrede hertil, spillede Gallagher ikke noget fra Tastes katalog i løbet solokarierren.
En musikalsk hyldest til Taste og Gallagher blev foretaget af Black 47 i deres sang "Rory", der blev udgivet på 1998's Green Suede Shoes- album.
I 1996 genskabte Richard McCracken og John Wilson bandet med guitarist / vokalist Sam Davidson, som overtog afdøde Rory Gallaghers rolle som frontmand. Albert Mills erstattede McCracken i 2010.  Bandet fortsatte i denne konstellation indtil februar 2017, hvor det blev afsløret, at bandet skulle turnere under navnet "Little Taste of Rory feat. John Wilson ", og at bandet nu bestod af Wilson, Davidson og den nye bassist Alan Niblock.  I 2018 trak John Wilson sig tilbage fra bandet på grund af dårligt helbred, men Sam Davidson fortsætter med at optræde som "Sam Davidsons TASTE" med Albert Mills tilbage på bas og Lyn McMullan som afløser for Wilson på trommer.

## Medlemmer
| år           | Besætning |
| ------------ | --- |
| 1966 – 1968  | - Rory Gallagher - guitarer, vokal, saxofon, mundharmonika - Norman Damery - trommer - Eric Kitteringham - bas |
| 1968-1970    | - Rory Gallagher - guitarer, vokal, saxofon, munnspill - Richard McCracken - bas - John Wilson - trommer       |
| 1970-1996    | opløst |
| 1996-2010    | - Richard McCracken - bas - John Wilson - trommer - Sam Davidson - guitarer, vokal                             |
| 2010-2017    | - John Wilson - trommer - Sam Davidson - guitarer, vokal - Albert Mills - bas                                  |
| 2017-2018    | - John Wilson - trommer - Sam Davidson - guitarer, vokal - Alan Niblock - bas                                  |
| 2018-Present | - Sam Davidson - guitar / vokal - Lyn McMullan - trommer, - Albert Mills - bas                                 |

## Diskografi

### Studiealbums
- 1969 - Taste
- 1970 - On the Boards
- 2009 - Wall to Wall

### Live albums
| Year | Album                     | UK | Label           |
| ---- | ------------------------- | -- | --------------- |
| 1971 | Live Taste                | 14 | Polydor         |
| 1971 | Live at the Isle of Wight | 41 | Polydor         |
| 1978 | In Concert                | —  | Ariola          |
| 2010 | Live in San Francisco     | —  | M Bop / Disonic |

### Boxset
| År   | Album         | UK | Etiket  |
| ---- | ------------- | -- | ------- |
| 2015 | I'll Remember | -  | Polydor |

- "Pop History, Vol. IX - Smag "- Polydor, 1971 [4]
- The Best of Taste - Polydor, 1994

DVD
- Message To Love - 1995 (kun Isle of Wight Festival- optagelser af "Sinner Boy" og "Gamblin 'Blues")
- What's going on: Live At Isle Of Wight - 2015

## eksterne links
- Taste på Allmusic
- Taste på Discogs
- Taste på MusicBrainz